# アリュバス (エピロス王)
アリュバス（もしくは表記揺れでアリュンバス、アリバス、希：Ἀρύββας / Ἀρύμβας/ Ἀρρύβας / Ἀρριβας、ラテン文字転記：Arybbas / Arymbas / Arrybas / Arribas、在位：紀元前370年 - 紀元前342年）は、紀元前4世紀中頃のエピロス、モロシア人の王である。
アリュバスは先代の王アルケタス1世の子で、ネオプトレモス1世の兄弟である。アリュバスはネオプトレモスの娘のトロイアスと結婚し、アルケタス2世とアイアキデスの2子を儲けた。アルケタス2世が乱暴で手に負えない性格だったために、アリュバスは息子アルケタスを追放した。父アルケタス1世の死後、アリュバスは兄弟のネオプトレモスと王位を争ったが、後に和解して共同統治に同意した。
紀元前342年、アリュバスはネオプトレモスの娘のオリュンピアスと結婚したマケドニア王ピリッポス2世によって王位を追われ、エピロス王にはネオプトレモス1世の子で、ピリッポスの許で教育を受けたアレクサンドロス1世がついた。アリュバスのその後については不明である。

## 註
1. ↑  ディオドロス, XVI. 72
2. 1 2  ユスティヌス, VII. 6
3. 1 2  ディオドロス, XIX. 88
4. ↑  プルタルコス, 「ピュロス」, 1
5. ↑  パウサニアス, I. 11. 5
6. ↑  パウサニアス, I. 11. 1